# Bert Remsen
Bert Remsen, né Herbert Birchell Remsen le 25 février 1925 à Glen Cove (Long Island) et mort le 22 avril 1999 à Sherman Oaks (Californie), est un acteur américain.  
Il tourna régulièrement avec Robert Altman.

## Filmographie partielle

### Cinéma
- 1962 : Un pilote dans la Lune (Moon Pilot) de James Neilson
- 1964 : La mort frappe trois fois (Dead Ringer) de Paul Henreid
- 1970 : Brewster McCloud, de Robert Altman
- 1971 : John McCabe (McCabe & Mrs. Miller) de Robert Altman
- 1972 : Les Poulets (Fuzz) de Richard A. Colla
- 1974 : Nous sommes tous des voleurs (Thieves Like Us) de Robert Altman
- 1975 : Nashville de Robert Altman
- 1978 : Uncle Joe Shannon de Joseph C. Hanwright : Braddock
- 1981 : Cœurs d'occasion de Hal Ashby
- 1982 : Lookin' to Get Out de Hal Ashby
- 1985 : Sale temps pour un flic (Code of Silence) de Andrew Davis
- 1986 : L'Œil du tigre (Eye of the Tiger) de Richard C. Sarafian
- 1986 : TerrorVision de Ted Nicolaou
- 1987 : P.K. and the Kid de Lou Lombardo
- 1991 : Ta mère ou moi (Only the Lonely) de Chris Columbus
- 1992 : The Player de Robert Altman
- 1993 : Au-dessus de la loi (Joshua Tree) de Vic Armstrong
- 1995 : Dillinger et Capone de Jon Purdy[1] : Wheezy

### Télévision
- 1960 : Au nom de la loi  saison 2 épisode 28 (Vengeance) : Lieutenant Pierce
- 1975 : Douce captive (Sweet Hostage), téléfilm de Lee Philips : Mr Withers
- 1976 : Columbo, série, saison 6, épisode 1 : Deux en un (Fade in to Murder)
- 1977 : Tarantula :  Le Cargo de la mort de Stuart Hagmann : Maire Douglas
- 1979 : Flesh and Blood, téléfilm de Jud Taylor
- 1983 : Officier et Top-model (Policewoman Centerfold) de Reza Badiyi (téléfilm) : Capt. David Buckman
- 1984 : Dynastie (Dynasty), série, Saison 4, épisodes 14 à 17
- 1987 : Dallas, série, saison 11
- 1993 : À la recherche de mon fils (There Was a Little Boy), téléfilm de Mimi Leder : Père McHenry
- 1996 : Le Crime du siècle (Crime of the Century) (téléfilm) de Mark Rydell : Dr John Condon
- 1999 : Le Caméléon (The Pretender), série, Saison 3, épisode 14 : À l'heure de notre mort (At the Hour of Our Death)